# Opañel
Opañel és un barri del sud-oest de Madrid del districte de Carabanchel, amb 33.486 habitants (Padró Municipal, 2007). Limita al nord-est amb Comillas, al nord-oest amb San Isidro i al sud amb Puerta Bonita i Abrantes. Està delimitat al sud per l'Avinguda d'Oporto, al nord i a l'oest amb el carrer General Ricardos i a l'est amb el carrer Antonio Leyva.

## Transport
Opañel té les següents estacions de metro:
- Plaça Elíptica, situada en l'avinguda de Porto.
- Opañel, al carrer Portalegre, per la qual passen numeres línies d'autobusos com les línies 47, 247, 81, 55, etc.

I les estacions de Urgel i Marquès de Vadillo, situades al carrer General Ricardos.
En la confluència de l'Avinguda d'Oporto amb el carrer General Ricardos es troba l'Estació d'Oporto.
| Línia Metro | Estacions a Opañel, Carabanchel   |
| ----------- | --------------------------------- |
| Línia 5     | Marqués de Vadillo, Urgel, Oporto |
| Línia 6     | Plaza Elíptica, Opañel, Oporto    |